# Chromi(III) chloride
Chromi(III) chloride, còn được gọi với cái tên khác là là Chromiic chloride, thường dùng để mô tả một vài hợp chất có công thức chung là CrCl3(H2O)x, trong đó x có thể là 0, 5, 6. Hợp chất chất này tồn tại dưới dạng khan, là một chất rắn màu tím, có công thức hóa học được quy định là CrCl3. Dạng phổ biến nhất của trichloride là dạng chất có màu lục đậm của hexahydrat, có công thức CrCl3·6H2O. Chromi(III) chloride được sử dụng làm chất xúc tác và tiền chất sản xuất thuốc nhuộm len.

## Điều chế
Chromi(III) chloride khan có thể được điều chế bằng cách clo hóa trực tiếp kim loại Chromi, hoặc gián tiếp bằng sự clo hóa cacbothermic với oxit Chromi ở nhiệt độ từ 650–800 ℃:
Cr2O3 + 3C + 3Cl2 → 2CrCl3 + 3CO↑
Khử nước bằng trimetylsilyl chloride trong THF cho phức:
CrCl3·6H2O + 12Me3SiCl → CrCl3(THF)3 + 6(Me3Si)2O + 12HCl
Nó cũng có thể được điều chế bằng cách xử lý hexahydrat với thionyl chloride:
CrCl3·6H2O + 6SOCl2 → CrCl3 + 6SO2↑ + 12HCl
Các chloride ngậm nước được điều chế bằng cách xử lý Chromiat với axit clohydric và metanol. Trong phòng thí nghiệm, Chromi(III) chloride dạng ngậm nước thường được điều chế bằng cách hòa tan kim loại Chromi hoặc Chromi(III) oxit trong axit clohydric.

## Hợp chất khác
CrCl3 còn tạo ra một số hợp chất với NH3, như:
- CrCl3·2NH3·4H2O, tinh thể đỏ nhạt;[6]
- CrCl3·3NH3, lục lam[7] (trihydrat, đỏ nhạt[6]);
- CrCl3·4NH3·2H2O, tinh thể đỏ gạch;[6]
- CrCl3·5NH3·H2O, tinh thể vàng cam;[6]
- CrCl3·6NH3·H2O, tinh thể vàng;[6]
- Các phức Cr(NH3)5Cl3·xNH3 với x = 1 hoặc 4 có màu đỏ gạch. Phức có 9NH3 tồn tại ở nhiệt độ dưới −75 °C (−103 °F; 198 K), của phức 6NH3 là −19 °C (−2 °F; 254 K).
- Các phức Cr(NH3)6Cl3·xNH3 với x = 1, 2 hoặc 8 có màu đỏ tím. Phức có 14NH3 tồn tại ở nhiệt độ dưới −76 °C (−105 °F; 197 K), của phức 8NH3 là −43 °C (−45 °F; 230 K), và phức 7NH3 là 18 °C (64 °F; 291 K).[8]

Với hydrazin, nó tạo ra 3CrCl3·N2H4 là chất rắn màu lục lam, có tính nổ. CrCl3·3N2H4·2H2O cũng được biết đến. Nó có màu đỏ trong dung dịch, ở trạng thái tinh thể nó có màu xanh lục nhạt, tan ít trong nước, nhưng tan tốt trong các axit khoáng, d = 1,6273 g/cm³.
Với hydroxylamin, nó tạo ra CrCl3·6NH2OH là chất kết tủa màu oải hương đậm.
Với urê, nó tạo ra CrCl3·CO(NH2)2·8H2O là tinh thể màu lục, CrCl3·3CO(NH2)2 là tinh thể màu lục nhạt, hay CrCl3·6CO(NH2)2 là chất rắn màu lục đậm, tan ít trong nước. Khi tan trong nước, hexaurê tạo ra dung dịch màu lục.
Với thiourê, nó tạo CrCl3·3CS(NH2)2 là tinh thể nâu đen.
Với thiosemicacbazit, nó tạo CrCl3·3CSN3H5·3H2O là tinh thể tím đen, CAS#: 34195-92-1.